# Panorama (bài hát của Iz*One)
"Panorama" là bài hát được thu âm bởi nhóm nhạc nữ Nhật Bản–Hàn Quốc IZ*ONE. Ca khúc được phát hành vào ngày 7 tháng 12 năm 2020 như là đĩa đơn chủ đề của mini-album thứ tư của nhóm One-reeler/Act IV.

## Bối cảnh
Teaser đầu tiên của bài hát được phát hành vào ngày 2 tháng 12 năm 2020, và video highlight medley được phát hành vào ngày hôm sau. Teaser thứ hai của video âm nhạc được phát hành vào ngày 4 tháng 12 năm 2020. Đoạn clip dài 30 giây cho thấy từng cảnh quay cá nhân của các thành viên cắt từ video âm nhạc, với phần nhạc instrumental cụ làm nhạc nền.

## Lời và sáng tác
"Panorama" là một ca khúc electropop và house được sáng tác và viết lời bởi KZ, B.O., và FAB. Nthonius, Jayins và Ji Ye-joon cũng tham gia viết lời bài hát, nói về việc trân trọng những kỷ niệm đẹp đẽ trong cuộc đời. Bài hát sử dụng La thứ và có nhịp độ 126 bpm. Cách "Panorama" được sắp xếp gợi lên bức tranh phong cảnh đẹp, và giai điệu đầy cảm xúc làm nổi bật mong muốn mãi mãi ghi nhớ những khoảnh khắc tỏa sáng bên nhau của nhóm. Beat của bài hát gồm nhiều khía cạnh và bài hát có âm bass tiềm ẩn, âm điện tử, âm synths và nhịp vỗ tay. Cường độ và nhịp độ của bài hát tăng lên đến đoạn điệp khúc được mô tả là vừa bùng nổ vừa mạnh mẽ.

## Biểu diễn trực tiếp
Bài hát được biểu diễn lần đầu tiên trong show ra mắt album trực tiếp cùng với một bài hát khác trong album có tên "Sequence". Nhóm cũng đã trình diễn bài hát tại Lễ trao giải Mnet Asian Music Awards 2020 vào ngày 6 tháng 12.

## Bảng xếp hạng
| Bảng xếp hạng (2020)               | Thứ hạng cao nhất |
| ---------------------------------- | ----------------- |
| Japan (Japan Hot 100)              | 33                |
| South Korea (Gaon)                 | 22                |
| South Korea (K-pop Hot 100)        | 39                |
| US World Digital Songs (Billboard) | 22                |

## Giải thưởng

### Chương trình âm nhạc tuần
| Chương trình       | Ngày                      | Ref. |
| ------------------ | ------------------------- | ---- |
| The Show (SBS MTV) | Ngày 15 tháng 12 năm 2020 |      |
| M Countdown (Mnet) | Ngày 17 tháng 12 năm 2020 |      |
| M Countdown (Mnet) | Ngày 24 tháng 12 năm 2020 |      |
| Music Bank (KBS)   | Ngày 18 tháng 12 năm 2020 |      |
| Inkigayo (SBS)     | 20 tháng 12, 2020         |      |

## Lịch sử phát hành
| Khu vực    | Ngày                     | Định dạng          | Hãng đĩa             |
| ---------- | ------------------------ | ------------------ | -------------------- |
| Đa khu vực | Ngày 7 tháng 12 năm 2020 | tải nhạc streaming | Off The Record Swing |